# Charles Impellizzeri
Charles Impellizzeri (falecido em 1656) foi um prelado católico romano que serviu como bispo de Mazara del Vallo (1650–1656).

## Biografia
No dia 19 de dezembro de 1650, Charles Impellizzeri foi nomeado durante o papado de Inocêncio X como Bispo de Mazara del Vallo. A 8 de janeiro de 1651, foi consagrado bispo, onde serviu até à sua morte em 1656.